# Хохлатые пингвины
Хохлатые пингвины, или златовласые пингвины (лат. Eudyptes) — род пингвинов, включает 7 живущих видов. Птицы этого вида средних размеров (50—70 см) и имеют на голове хохолки.

## Виды
В род входят семь ныне существующих видов:
- Хохлатый пингвин (Eudyptes chrysocome)
- Северный хохлатый пингвин (Eudyptes moseleyi) (раньше рассматривался как подвид предыдущего)
- Толстоклювый пингвин (Eudyptes pachyrhynchus), или Пингвин Виктории
- Снэрский хохлатый пингвин (Eudyptes robustus)
- Пингвин Шлегеля (Eudyptes schlegeli)
- Большой хохлатый пингвин (Eudyptes sclateri)
- Золотоволосый пингвин (Eudyptes chrysolophus)

Также в этот род включают и чатемского пингвина (Eudyptes chathamensis), который, как предполагают, вымер в конце XIX века.